# Afrikanische Weichschildkröte
Die Afrikanische Weichschildkröte (Trionyx triunguis), auch Nil-Weichschildkröte genannt, ist eine in Afrika und Südwestasien beheimatete Art der Weichschildkröten.

## Merkmale
Die Afrikanische Weichschildkröte ist eine große Art der Weichschildkröten. Die Rückenpanzerlänge (Stockmaß) kann über 80 cm betragen. Das längste gefundene Individuum hatte eine Rückenpanzerlänge von 108 cm. Exemplare im östlichen Mittelmeerraum bleiben meistens jedoch kleiner als die afrikanischen Exemplare. Die Färbung ist auf dem Rückenpanzer, den Beinoberseiten und dem Kopf olivfarben oder olivbraun, mit zahlreichen kleinen weißen Flecken. Der Bauchpanzer ist weißlich bis grau oder schmutzig-rosafarben. Die Jungtiere haben eine intensive gelbliche Punktierung oder Fleckenzeichnung auf olivfarbenem Grund, die bei älteren Tieren weitgehend verblasst. Das Gewicht kann bis zu 40 kg betragen.

## Verbreitung
Im östlichen Mittelmeerraum lebt die Art vom Südwesten der Türkei über Syrien und den Libanon bis nach Israel. Einmal wurde ein Exemplar in Europa, vor der griechischen Insel Kos gefunden, in griechischen Hoheitsgewässern wird die Art aber auch zuweilen als Beifang in Fischernetzen gefunden.
In Afrika besiedelt die Art zahlreiche Länder, mit Ausnahme von Nordwestafrika und Süd- bis Südostafrika. Das Verbreitungsareal ist dennoch nicht allzu groß, da vor allem bestimmte Flusssysteme und küstennahe Gebiete besiedelt werden. Ihr Areal beinhaltet in Nordostafrika folgende Länder: Ägypten, Sudan, Eritrea, Äthiopien, den Süden Somalias, Kenia, Uganda, Südsudan; in Zentral- bis Südwestafrika die Länder Zentralafrikanische Republik, Kamerun, Demokratische Republik Kongo, Kamerun, Gabun, Republik Kongo, Tschad, Angola, sowie den Norden Namibias und in Westafrika die Länder Mali, Niger, Mauretanien, sowie alle Länder entlang der Küste zwischen Mauretanien und Kamerun.
Der deutsche Trivialname Nil-Weichschildkröte bezieht sich auf ihr Vorkommen im Nil.

## Lebensraum
Vorwiegend in Süßwasser, aber auch in Brackwasser und sogar im offenen Meer. Mündungsnahe Unterläufe der Flüsse und ihre Mündungsgebiete (Ästuare) werden besiedelt, außerdem Kanäle, Seen und Lagunen. Für die Eiablage werden sandige Uferbereiche benötigt.

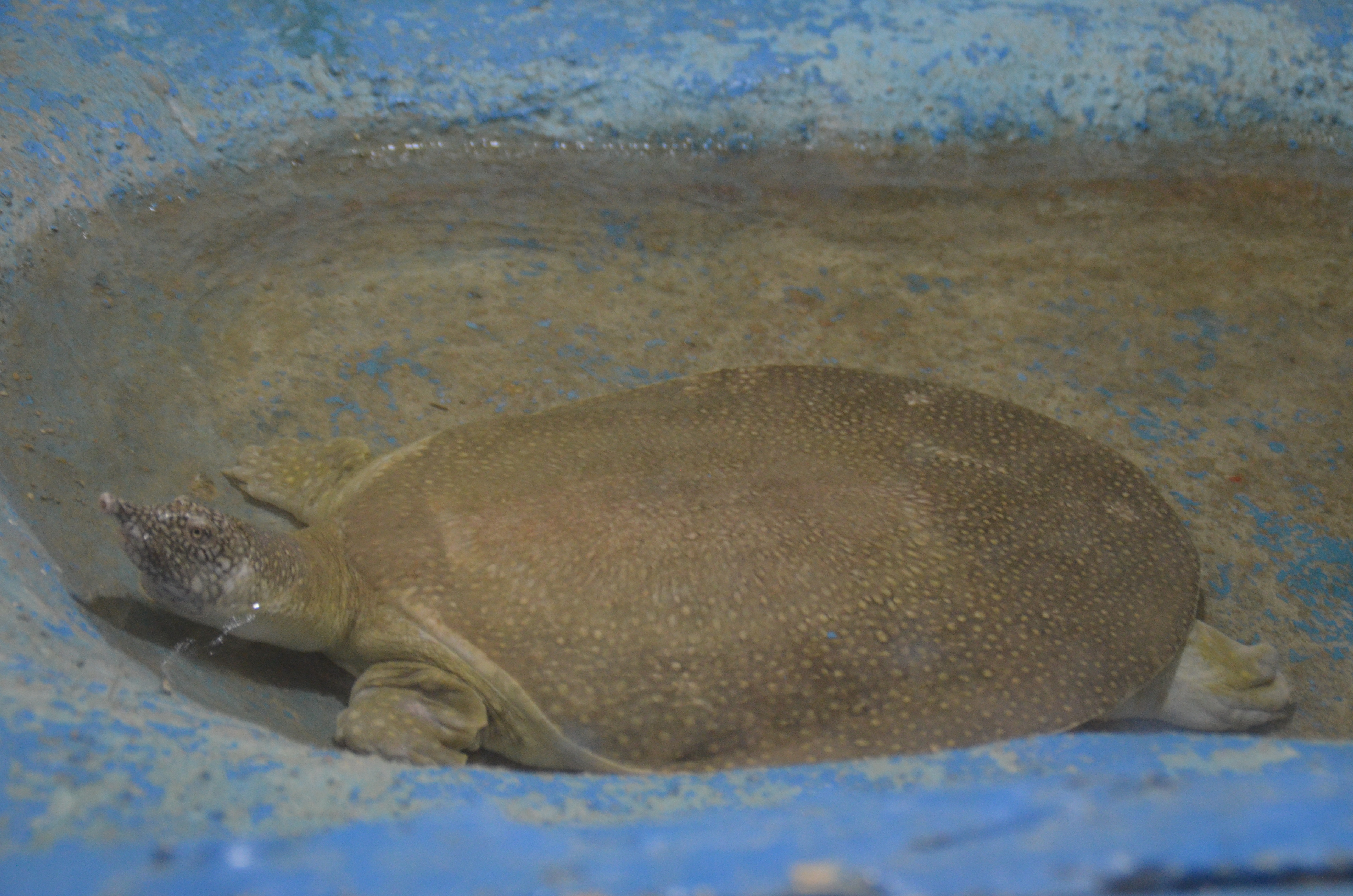
Eine Afrikanische Weichschildkröte im Wasser

## Ernährung
Die Afrikanische Weichschildkröte ist omnivor und ernährt sich von Fischen, Krebstieren, Würmern, Schnecken, Aas, aber auch von Blättern und Früchten.

## Lebensweise
Die Art ist in hohem Maße aquatisch lebend. Im Meer taucht sie bis in Tiefen von über 50 m hinab. Die Paarungen erfolgen im Frühjahr, die Eiablage von Mai bis August. Zur Eiablage werden sichere Sandbänke und Dünen in bis zu 30 m Entfernung vom Ufer aufgesucht. Die Eier sind nahezu kugelrund, weiß, hartschalig und haben einen Durchmesser von circa 3,5 cm. Die Jungtiere schlüpfen vorwiegend im August und September. Die Afrikanische Weichschildkröte ist sehr scheu.
Feinde dieser Art sind unter anderem Füchse, Wiesel oder streunende Hunde, die einen Großteil der Gelege plündern können.

## Gefährdung
Die wenigen noch nachweisbaren mediterranen Vorkommen sind hochgradig gefährdete Reliktpopulationen, die durch Gewässerverschmutzung, Bootsverkehr, Fischerei, Jagd, Lebensraumverlust und Tourismus bedroht sind. In Afrika ist die Art weniger gefährdet. Die IUCN listet die Art als vulnerable (gefährdet), mit einem abnehmenden Populationstrend.